# 好棒Bump
黃煦傑（1993年3月6日—），網名好棒Bump，臺灣YouTuber，曾拍攝「詐騙解碼」系列影片，因拍攝東南亞跨國人口販賣救援過程，而引起社會各界關注。

## 頻道發展過程
Bump一開始與紙袋人組成YouTube頻道「男人幫」，且因一部砸派影片引起網路風波。後來Bump把頻道影片全數刪除成立新頻道「好棒Bump」。
好棒Bump頻道起初攝製詐騙分析影片，影片帶有詼諧幽默及警示意味，呼籲正視台灣社會詐騙猖獗的嚴重性。他在接受《POP Radio》採訪時解釋道，拍攝起因是為療癒自己。在台灣爆發柬埔寨詐騙案之餘，他為此進入當地攝製救援過程，成為早期披露事實的自媒體。

## 相關事件

### 駐杜拜辦事處拖延爭議
2022年3月22日，好棒Bump拍攝「詐騙解碼」影片表示自己接到臺灣民眾林譽洲的求救，該民眾遭到詐騙集團軟禁在杜拜，並被扣押轉賣至3家公司，最後從3樓跳樓逃跑，若要取回護照回國需要支付15萬人民幣，並且向外交部辦事處求援未果。其中林譽洲聯繫駐杜拜臺北商務辦事處的馬姓秘書頒發臨時護照近30天沒有任何消息，在好棒Bump聯繫中華民國總統府之後，才接到駐杜拜辦事處的通知已經頒發臨時護照。
隨後中華民國外交部亞西及非洲司發布四次澄清，稱駐杜拜辦事處接獲報案後立刻聯繫當事人，並且多次通知杜拜警察採取營救行動，沒有特意耽擱補發臨時護照，並表示好棒Bump以及部分媒體的指控是誤導國人的不實消息。對此好棒Bump在Instagram轉貼《ETtoday新聞雲》的文章並表示對於外交部的誤導感到憤怒，他表示自己的影片原始檔案、飛機票發票、訂房資料以及對話錄都還留著，外交部可以找受害人士一起開記者會。8月17日，民主進步黨網路社群中心副主任薛舜文透過Facebook發表文章人身攻擊好棒Bump「外表醜、內在又垃圾的噁男」，不滿他對外交部的態度；文章發佈後，薛舜文被網友起底早已接任民進黨網路社群中心副主任，隨即刪除該文，甚至將2014年以後的Facebook貼文全數隱藏或刪除。
8月18日好棒Bump發佈影片請林譽洲出來說明完整事件，林譽洲表示去年12月時他受到詐騙集團欺騙被困在杜拜阿爾巴沙，第一次向駐杜拜辦事處求助時對方回覆會報警；第二次連絡後對方卻回覆「杜拜當地公司不會扣押員工的護照，請自己與公司協調拿回或者向當地警察局申訴」。因無法及時救援，詐騙集團準備將林譽洲轉移到柬埔寨，林譽洲決定跳樓逃脫，後向駐杜拜辦事處申請臨時護照被駁回。之後好棒Bump寫信至總統府確認當日，林譽洲早上至駐杜拜辦事處仍然拿不到護照，中午接到總統府回函後下午駐杜拜辦事處才通知可頒發護照，好棒Bump表示林譽洲逃出後的機票、旅館、計程車等都由他負責處理。
外交部長吳釗燮20日回應，強調該譴責詐騙集團，而不是第一線的外交人員，表示自去年12月25日當事人反應後，辦事處人員依照標準作業回覆，隨後協助報案，1月11日就核發臨時護照。
23日，臺中市政府邀請Bump參加治安會報，分享2019年起拍攝系列反詐影片的經驗，後在受訪時表示，不希望繼續隔空論戰，外交部應該把焦點放在救援。

### 柬埔寨詐騙案
2022上半年，好棒Bump在收到民眾求救訊息後，開始拍攝柬埔寨救援過程，與受害者親屬、全球反詐騙組織、記者等人合作救援受害者，期間連絡柬埔寨政府、中華民國政府協助，他披露了柬方非法包庇和多起詐騙案件。後續影片聲明中，他說到因為披露救援行動親友遭受到黑社會威脅，並且中華民國外交部的誤導性聲明和政治人物潑髒，他表示承受多方壓力有意退出。
11月25日晚間Bump再次於YouTube上片，開頭就指出，法務部調查局曾聯絡他的母親，詢問Bump救援的動機為何，對此他感到非常困擾。Bump強調，之所以會繼續做影片，不是為了流量，而是希望與國際組織合作，目前多國已經開始掃蕩，超過上千人都慢慢獲救 。

## 個人生活
好棒Bump的父親具有黑道背景，其父已經過世。在百靈果的訪談中，提及他在高中畢業前就出社會，是個熱愛自由的人。他提到父親從小教育幫助弱勢的觀念，造就他樂於助人的性格；另外Bump有一個姐姐、一個弟弟跟一個同父異母的妹妹，妹妹是Up直播主奶瓶。

## 外部連結
- YouTube上的好棒Bump頻道
- 好棒Bump的Instagram帳戶